# 酒呑場遺跡
座標: 北緯35度49分12.3秒 東経138度22分11.1秒 / 北緯35.820083度 東経138.369750度
酒呑場遺跡（さけのみばいせき）は、山梨県北杜市（旧北巨摩郡長坂町長坂上条）にある遺跡。縄文時代の集落遺跡。出土品683点が2013年（平成25年）6月19日付けで国の重要文化財に指定されている。

## 立地と地理的・歴史的景観
県北西部に位置。八ヶ岳南麓の山体崩壊により成立された、広い平坦部を持つ小山上に立地する。現在では、周辺には酪農試験場のほか山梨県農業試験場や農業機械研修所が分布する。小丘地域にはJR中央本線が南北に通過しており、北には長坂駅を中心とした旧長坂町の中心市街がある。
八ヶ岳山麓は湧水地が多く縄文時代の遺跡が数多く分布する地域であるが、山梨県において縄文中期には甲府盆地東部の釈迦堂遺跡群など、拠点集落が山麓地域から甲府盆地へ移行し、酒呑場遺跡はこれに匹敵する拠点集落となっている。
北杜市長坂町の市街地付近では遺跡の密度が低く、拠点集落である酒呑場遺跡を経て、起伏の激しくなる南では遺跡の密度が濃くなる。八ヶ岳山麓では縄文後期・晩期の金生遺跡など配石遺構を伴う遺跡も分布するが、酒呑場遺跡の南には縄文晩期の配石遺構を伴う長坂上条遺跡がある。

## 発掘調査と遺構・遺物
酒呑場遺跡は1950年（昭和25年）に建設された山梨県酪農試験場の敷地内にあり、1994年（平成6年）には施設の増改築に際して発掘調査が行われる。以来は1995年の第二次調査、1996年には第三次調査、2001年には屎尿発行施設建設に際して第四次調査が行われる。
4次にわたる発掘調査で、縄文時代の遺構では住居跡が220軒、土坑が5850基検出されている。遺物は土器や石器類が主体であるが、ほかに装身具に用いられたヒスイ大珠が原石や加工に用いたハンマーとともに出土している。
また、古墳時代前期の住居跡15軒、掘立柱建物跡5棟、中近世の溝2条が検出されているほか、平安時代の遺物もわずかに見られる。縄文時代の集落は中央高地や関東地方の広域的な集落変革が見られ、諸磯b式期にはじまり環状集落の五領ヶ台式期から井戸尻式期を経て曽利式期に至る3つの時期があり、以降は拠点集落が長坂上条遺跡へ移る。
2013年、出土品のうち土器・土製品463点、石器・石製品220点が国の重要文化財に指定された。

## ダイズ土器の発見
山梨県立博物館では、土器内部の植物圧痕を観察するレプリカ・セム法により栽培植物の起源を明らかにする研究を行っているが、2007年には山梨県埋蔵文化財センターとの共同研究において、酒呑場遺跡の181号土坑から出土した縄文中期の蛇体把手付土器の把手部分から栽培ダイズの圧痕が発見され、レプリカ・セム法による観察で栽培植物であると確認された。また、同様の手法で山梨県都留市の中谷遺跡から出土した縄文晩期前半の土器からは穀物害虫であるコクゾウムシが検出されている。
さらに2009年には縄文中期前葉から中葉にかけての住居跡から出土した五領ヶ台式期から藤内式期の縄文片から複数のダイズ属のダイズ、ツルマメ、ササゲ属アズキ亜属の圧痕が確認され、同時に行われた北杜市大泉村の天神遺跡出土の縄文前期土器内部からもダイズ圧痕が確認されている。
ダイズの栽培についてはこれまで弥生時代であるとされていたが近年は縄文時代後期の検出例があり、さらに縄文前期にまで遡る発見としてこれらの発見は縄文農耕の観点からも注目されている。また、2009年の報告においては縄文土器内部への意図的混入の可能性も指摘され、ダイズ圧痕の意義についても検討が行われている。